# Skylab 2
Skylab 2 (également nommée SL-2 ou SLM-1) a été la première mission habitée à destination de Skylab, la première station spatiale américaine. La mission a été lancée par une fusée Saturn IB et emportait un équipage de trois personnes. Le nom de Skylab 2 se réfère également au véhicule utilisé pour cette mission. La mission Skylab 2 a établi un record de durée de vol spatial habité et son équipage étaient les premiers occupants d'une station spatiale à rentrer en vie sur Terre (l'équipage de Saliout 1, Soyouz 11, est mort lors de la rentrée).
Les missions habitées ont été officiellement nommées Skylab 2, 3  et 4. Un manque de communication au sujet de la numérotation a entraîné dans les emblèmes des missions Skylab la numérotation Skylab I, Skylab II, et Skylab 3, respectivement,.

## Équipage
| Fonction            | Astronaute                                       |                                                  |
| ------------------- | ------------------------------------------------ | ------------------------------------------------ |
| Commandant          | Charles Conrad, Jr., NASA 4e vol spatial         | Charles Conrad, Jr., NASA 4e vol spatial         |
| Pilote              | Paul J. Weitz, NASA 1er vol spatial              | Paul J. Weitz, NASA 1er vol spatial              |
| Pilote scientifique | Joseph P. Kerwin, NASA 1er et unique vol spatial | Joseph P. Kerwin, NASA 1er et unique vol spatial |

### Équipage de réserve
| Fonction            | Astronaute             |                        |
| ------------------- | ---------------------- | ---------------------- |
| Commandant          | Russell L. Schweickart | Russell L. Schweickart |
| Pilote              | Bruce McCandless, II   | Bruce McCandless, II   |
| Pilote scientifique | F. Story Musgrave      | F. Story Musgrave      |

### Équipage de soutien
- Robert L. Crippen
- Richard H. Truly
- Henry W. Hartsfield, Jr
- William E. Thornton

## Paramètres de la mission
- Masse : 19 979 kg
- Altitude maximale : 440 km
- Distance : 18 536 730,9 km
- Lanceur : Saturn IB

- Périgée : 428 km
- Apogée : 438 km
- Inclinaison : 50°
- Période : 93,2 min

- Amarrage : 26 mai 1973 – 21:56:00 UTC
- Désamarrage : 22 juin 1973 – 19:48:07 UTC
- Temps amarré : 26 jours, 21 heures, 52 minutes, 7 secondes,

### Sorties extravéhiculaires
- Weitz – EVA 1 – (stand up EVA – trappe latérale du CM)
  - EVA 1 Début : 26 mai 1973, 00:40 UTC
  - EVA 1 Fin : 26 mai 01:20 UTC
  - Durée : 40 minutes

- Conrad et Kerwin – EVA 2
  - EVA 2 Début : 7 juin 1973, 15:15 UTC
  - EVA 2 Fin : 7 juin 18:40 UTC
  - Durée : 3 heures, 25 minutes

- Conrad et Weitz – EVA 3
  - EVA 3 Début : 19 juin 1973, 10:55 UTC
  - EVA 3 Fin : 19 juin 12:31 UTC
  - Durée : 1 heure, 36 minutes

## Déroulement de la mission

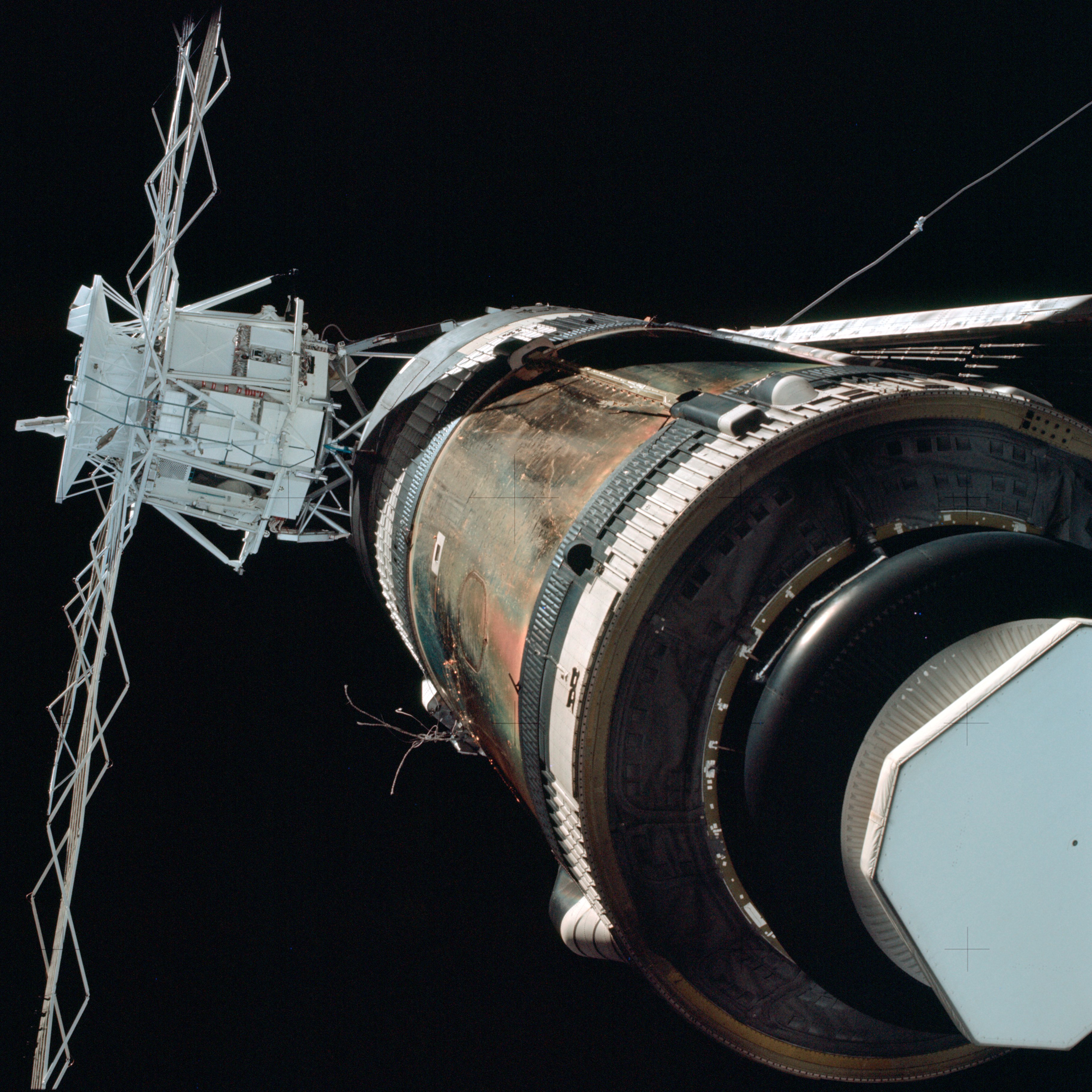
Vue de Skylab lors du survol d'inspection, le bouclier est manquant, un panneau solaire n'est pas complètement déployé et le deuxième est arraché, laissant seulement les câbles.

Lancé le 25 mai 1973, le premier équipage Skylab devait réparer la station spatiale, travail le plus urgent. Le bouclier de protection anti-météorites et de protection thermique de Skylab et un des deux panneaux solaires sont arrachés lors du lancement, et le panneau solaire restant a été bloqué. Sans son bouclier thermique et la puissance électrique étant amoindrie, rendant la climatisation du module impossible, Skylab est inhabitable, la température intérieure atteignant 49 °C. L'équipage a dû travailler vite, car les températures élevées à l'intérieur de la station libèreraient des substances toxiques et abîmeraient films et nourriture embarqués.

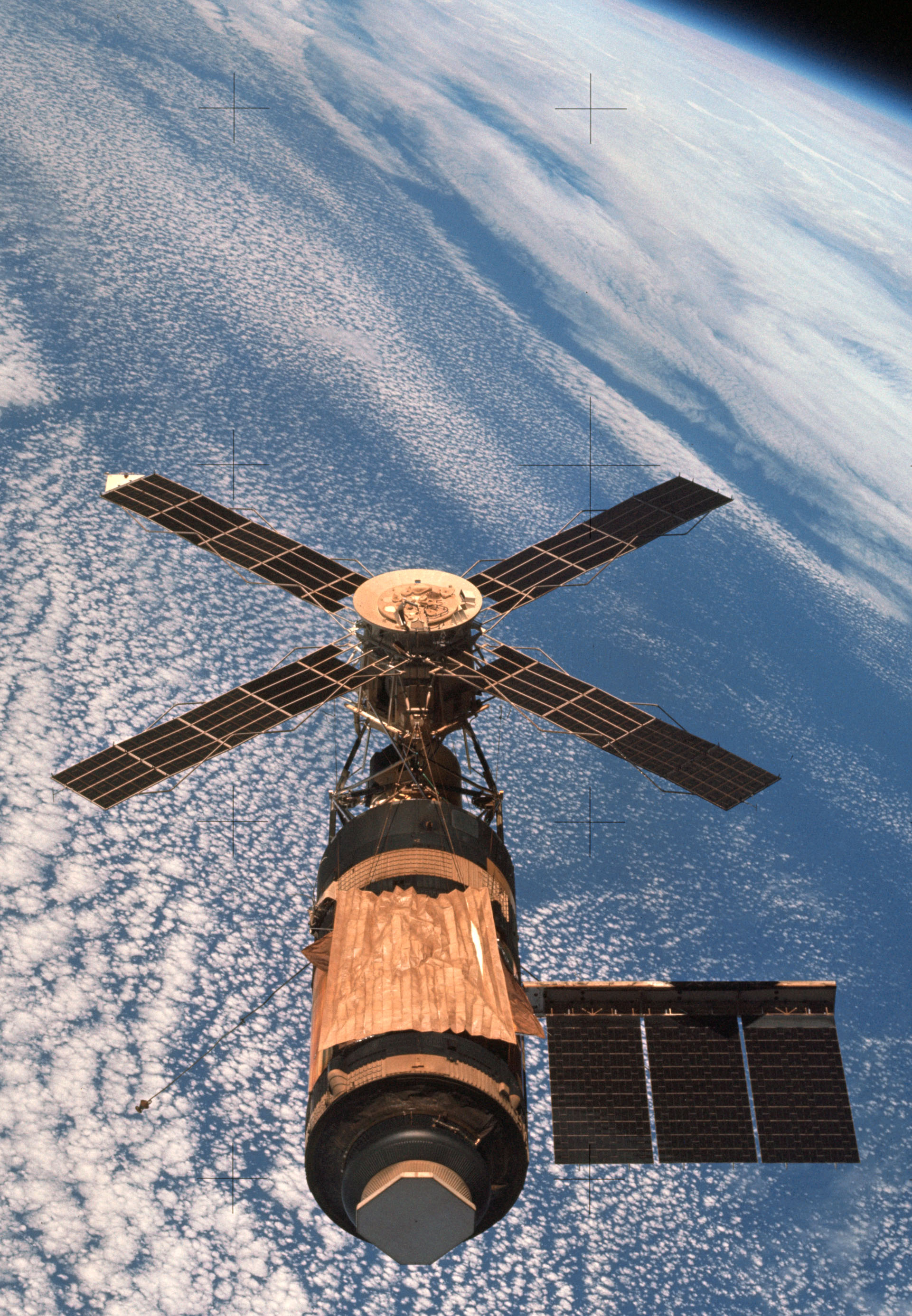
Skylab en orbite, amputée d'un de ses panneaux solaires. La plaque dorée est le bouclier thermique ajouté lors des réparations.

Comme Conrad a fait survoler la station par leur vaisseau Apollo (CSM), Weitz a tenté en vain de déployer le panneau solaire restant à partir de l'écoutille du CSM, tandis que Kerwin le tenait par les jambes. Les astronautes ont constaté que leurs outils étaient insuffisants, et ont dû utiliser une méthode de secours pour amarrer le CSM à Skylab, après que plusieurs autres méthodes ont échoué. De l'intérieur, ils ont déployé une ombrelle pliante avec tiges télescopiques comme parasol de remplacement, conçue en urgence au sol. Le correctif a fonctionné, et la température intérieure a chuté assez bas pour le confort de l'équipage. Deux semaines plus tard, Conrad et Kerwin ont libéré le panneau solaire bloqué lors d'une seconde EVA, ce qui a augmenté la puissance électrique disponible. Sans ce panneau, les deuxième et troisième missions Skylab auraient été incapables de s'acquitter de leurs expériences principales, et le système critique de batterie de la station aurait été sérieusement dégradé.
Le 19 juin, Conrad et Weitz réalisent une EVA de 93 min, pour 180 min prévues, pour débloquer au marteau l'interrupteur d'une des batteries de bord, nettoyer l'objectif d'une caméra photographique et récupérer les six cassettes contenant les photographies du Soleil.
Pendant près d'un mois, ils ont fait d'autres réparations, ont mené 90% des expériences médicales prévues, ont recueilli des données scientifiques concernant la Terre (81 % du programme prévu) et le Soleil (88 % du programme prévu), et ont effectué un total de 392 heures d'expériences. La mission suivit deux minutes une grande éruption solaire avec l'Apollo Telescope Mount ; ils ont pris et retourné quelque 29 000 images de film du soleil. La mission s'est terminée avec succès le 22 juin 1973, quand Skylab 2 a amerri dans l'océan Pacifique, à 9,6 km du porte-avions USS Ticonderoga. Dès leur arrivée sur le porte-avion, les astronautes sont soumis à une série de tests médicaux pour évaluer les effets de leur séjour prolongé en apesanteur. Conrad se remit vite et déclara qu'il ne se sentait que le cerveau légèrement vide, tandis que Kerwin souffrit de vertiges et dut utiliser un dispositif exerçant une pression sur les membres inférieurs. 
Les astronautes de Skylab ont passé 28 jours dans l'espace, ce qui a doublé le précédent record des États-Unis et battu le record soviétique de 23 jours et 18 heures à bord de Saliout 1. Skylab 2 a établi les records du plus long vol spatial habité, de la plus grande distance parcourue et de la plus grande masse amarrée dans l'espace. Conrad a établi le record de la plus longue durée cumulée passée dans l'espace pour un astronaute.

## Insigne de la mission
L'insigne de l'expédition Skylab Expedition 1 a été conçu par Kelly Freas, un artiste bien connu ayant une excellente réputation dans la communauté de science-fiction, qui a été suggéré à la NASA par l'auteur de science-fiction et rédacteur en chef Ben Bova. L'insigne montre Skylab au-dessus de la terre avec le soleil en arrière-plan. Dans un article pour la revue Analog Science Fiction/Science Fact magazine, Freas a déclaré : « Parmi les suggestions que les astronautes avaient faites, était l'idée d'une éclipse solaire vue de Skylab. Il est vite devenu évident que cette idée permettrait de résoudre plusieurs problèmes à la fois : elle soulignerait la fonction d'étude solaire de Skylab, elle me donnerait la grande forme circulaire de la Terre comme contrepoint à l'angularité de la station, et établirait fermement la connexion de Skylab à la Terre. En outre, elle donnerait une chance d'obtenir le contraste élevé nécessaire pour une bonne visibilité du minuscule insigne fini... J'ai fait plusieurs études de motifs de nuages sur la planète, en les réduisant finalement à des remous très stylisés. Skylab a été simplifié et simplifié à nouveau, jusqu'à ce qu'il soit devenu tout simplement une forme noire avec une lumière blanche pour la compenser. »

## Galerie

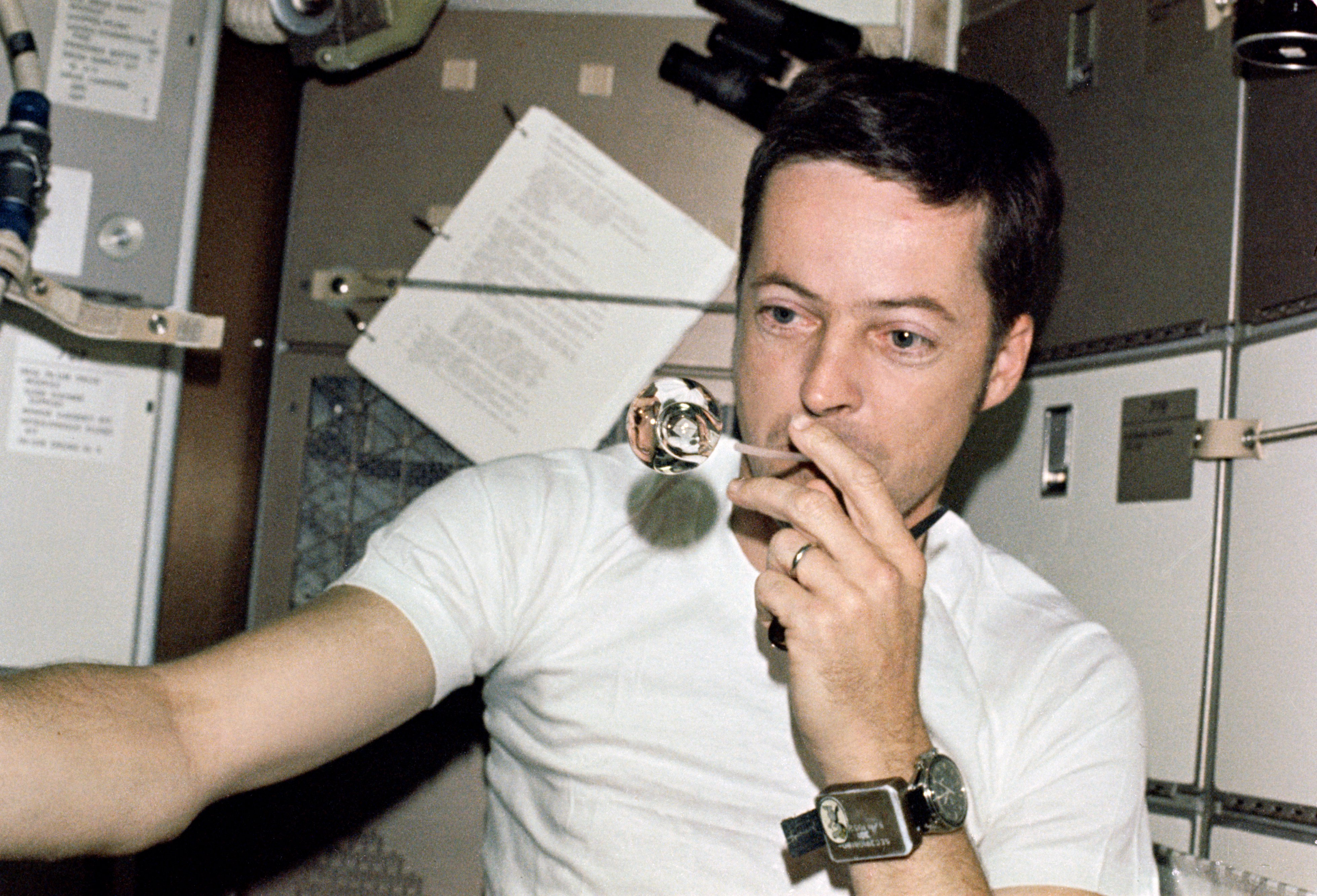
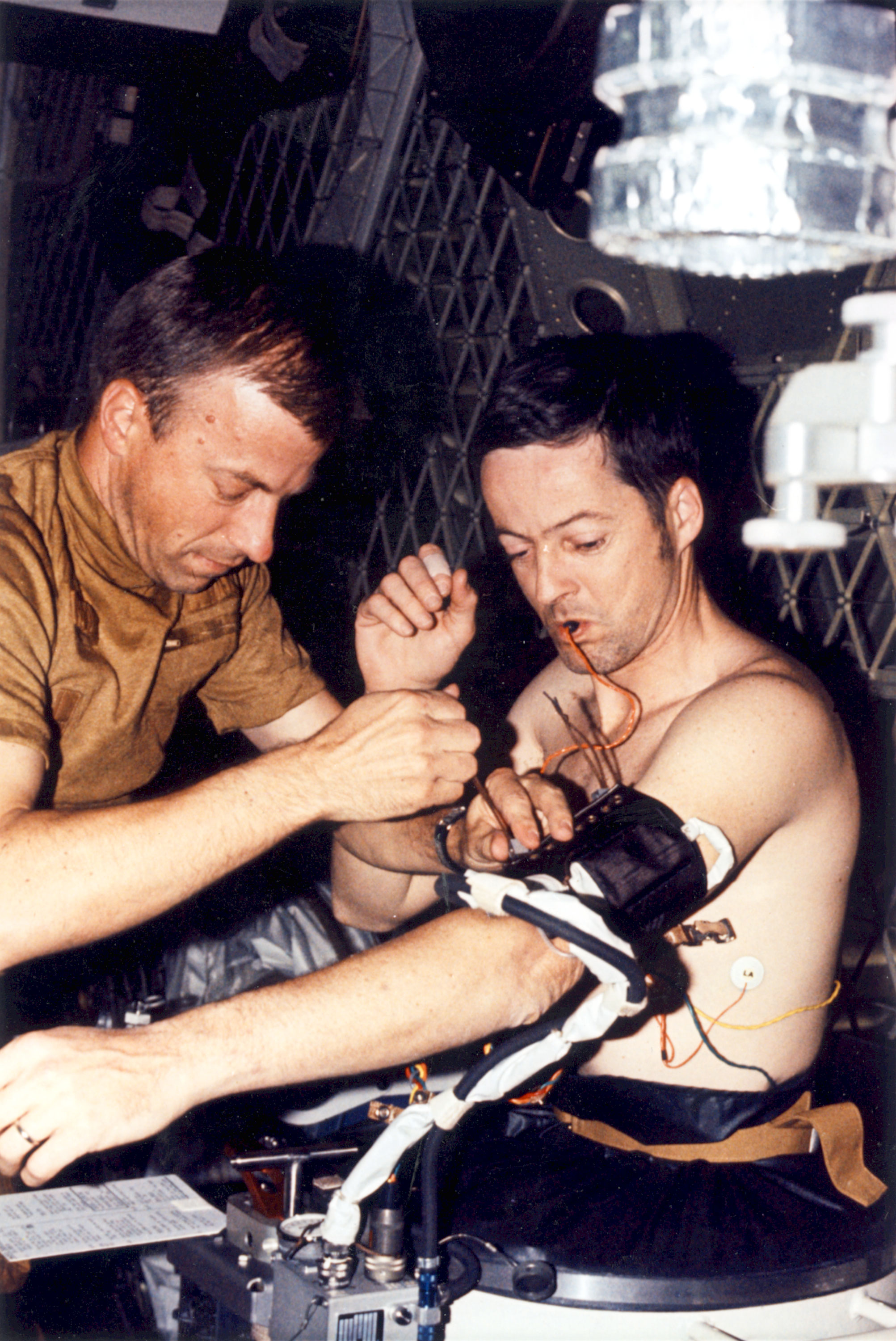
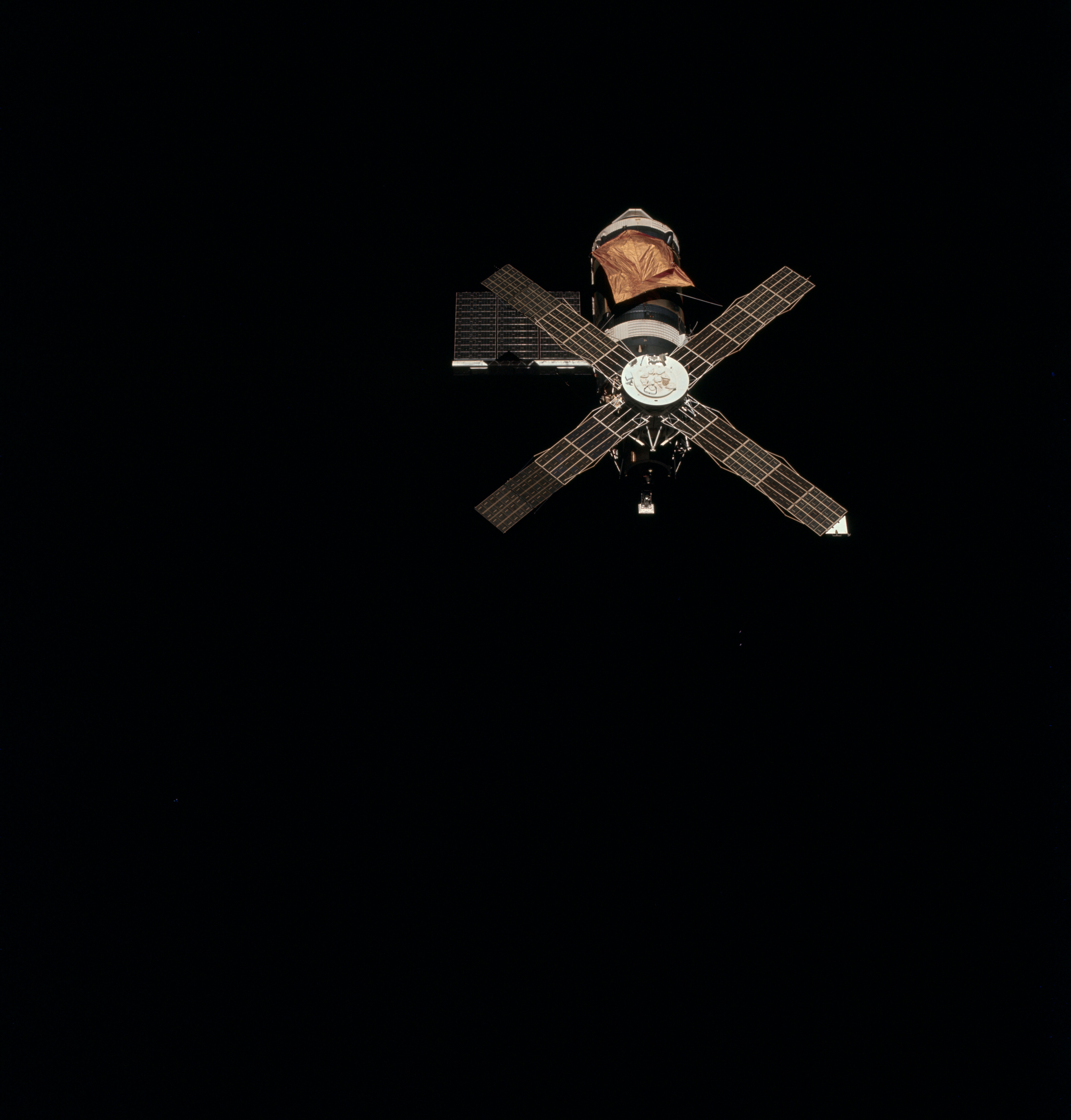

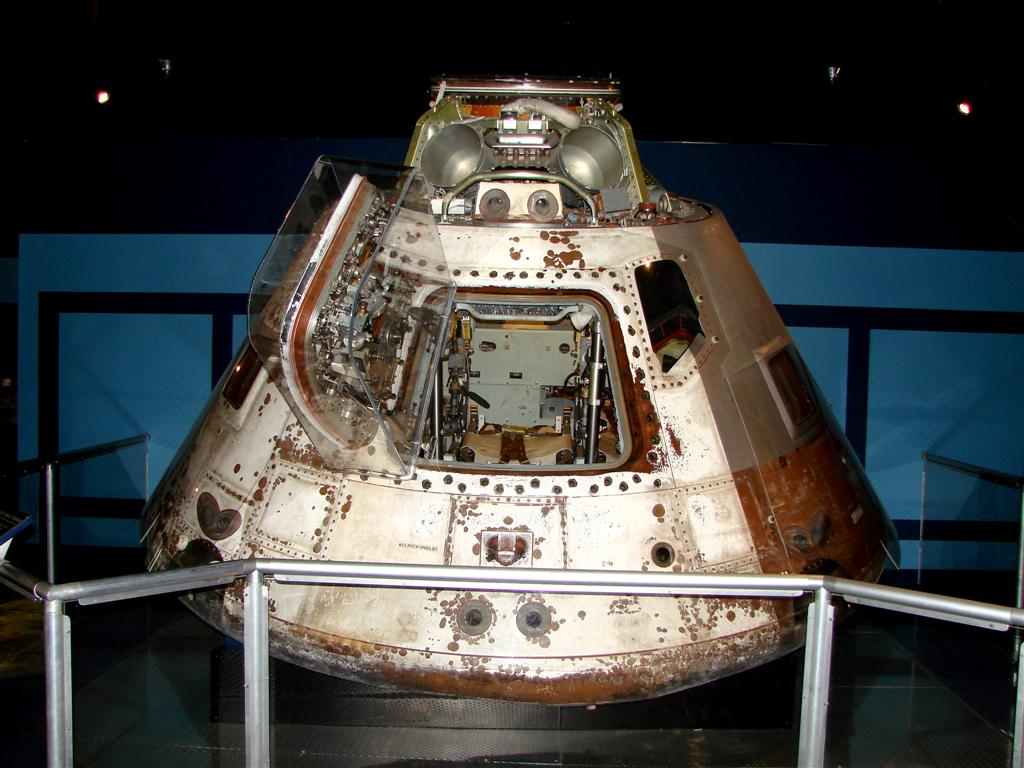
Skylab 2 CM
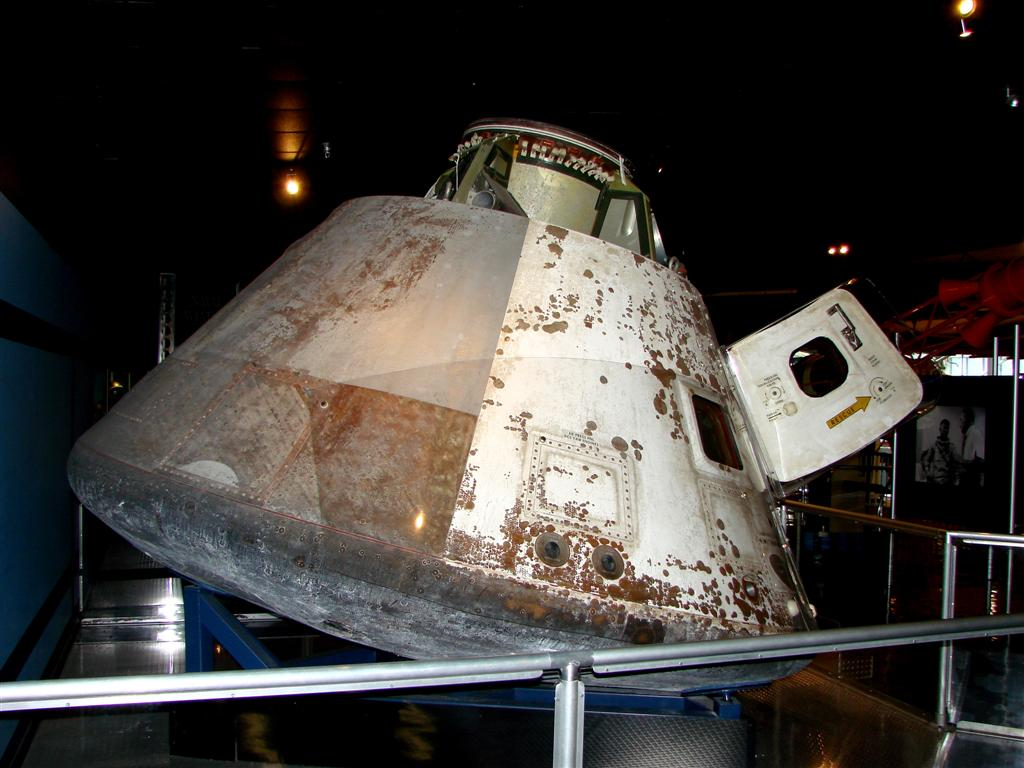
Skylab 2 CM
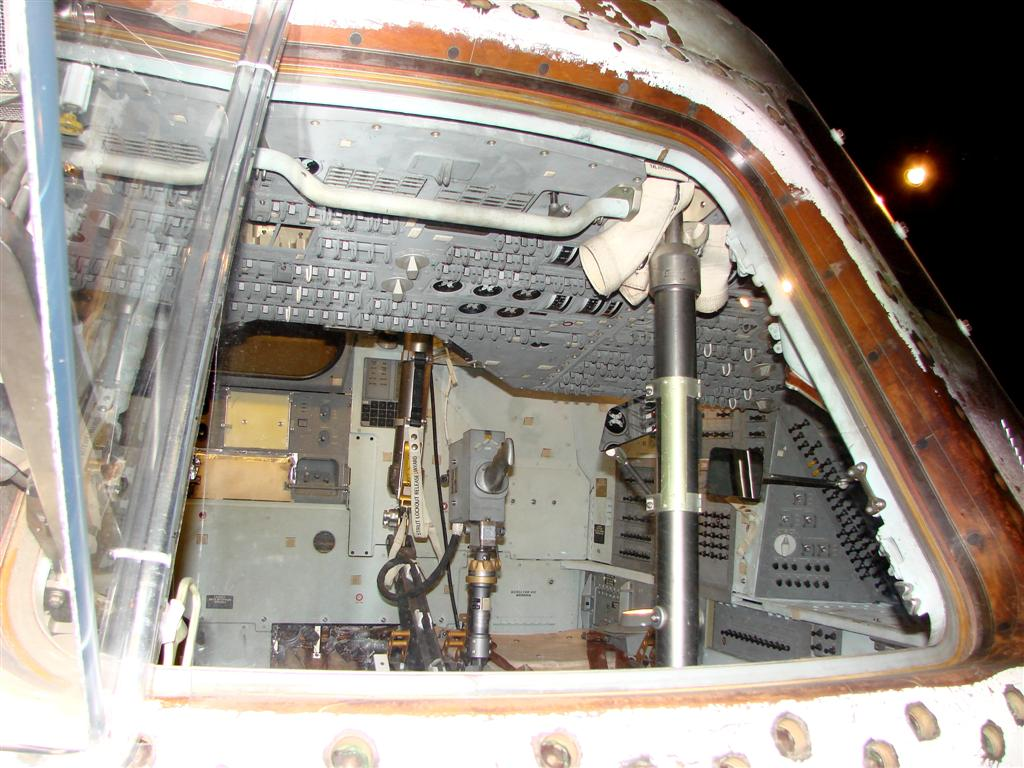
Interieur du Skylab 2 CM

### Multimédia
- Onboard flight film from the Skylab 2 mission